# Allen Brown
(en) Statistiques sur pro-football-reference
Allen Brown, né le 2 mars 1943 à Natchez et mort le 27 janvier 2020 dans cette même ville, est un joueur américain de football américain.

## Enfance
Brown passe une partie de son enfance à Homochitto, un secteur non constitué en municipalité dans le Mississippi avant de déménager avec sa famille sur Natchez lorsqu'il a cinq ans. De 1958 à 1961, il étudie à la Natchez High School et intègre les équipes de football américain, de basket-ball et d'athlétisme. Cependant, c'est en football qu'il se fait remarquer, faisant partie de la seconde équipe de la saison de la Big Eight Conference en 1960 et dans l'équipe A de cette même conférence l'année d'après.

## Carrière

### Université
Au départ, le joueur compte accepter l'offre de l'université d'État de Louisiane mais il change d'avis après avoir discuté avec ses frères et l'entraîneur assistant des Rebels d'Ole Miss, Ray Poole, réussissant à le convaincre d'opter pour l'université du Mississippi. Brown commence à jouer avec cette équipe en 1962, décrochant le championnat national dès sa première année avec les Rebels avant de se montrer comme l'un des meilleurs joueurs de la Southeastern Conference, étant nommé dans l'équipe de la saison de la SEC en 1963 et 1964 ainsi que dans l'équipe All-American en 1964. Il est également co-capitaine de la section football pour sa dernière année universitaire.

### Professionnel
Allen Brown est sélectionné au troisième tour de la draft 1965 de la NFL par les Packers de Green Bay au trente-huitième choix mais également par les Chargers de San Diego au troisième tour de la draft de l'AFL sur la vingt-deuxième sélection. Malgré une proposition financière plus importante du côté de San Diego, il se fait convaincre par Vince Lombardi et rejoint Green Bay. Victime d'une blessure à l'épaule lors du College All-Star Game 1965, il subit une opération chirurgicale et ne joue aucun match de sa saison de rookie.
En 1986, il fait ses débuts professionnels mais ne joue que cinq matchs avec les Packers, devant déclarer forfait pour le reste du championnat du fait d'une blessure au genou. Green Bay remporte le Super Bowl I et Brown reçoit sa bague de champion. En délicatesse avec son genou, Brown réussit à disputer quatorze matchs comme remplaçant mais se blesse gravement lors de la dernière rencontre de la saison régulière, devant se faire retirer la rate et mettre un terme à sa carrière.
Il meurt le 27 janvier 2020 à l'âge de 76 ans, emporté par « une longue maladie ».